# خلنج قليل الأوراق
خلنج قليل الأوراق (الاسم العلمي:Erica paucifolia) هو نوع من النباتات يتبع جنس الخلنج من الفصيلة الخلنجية.